# Victoria Pedretti

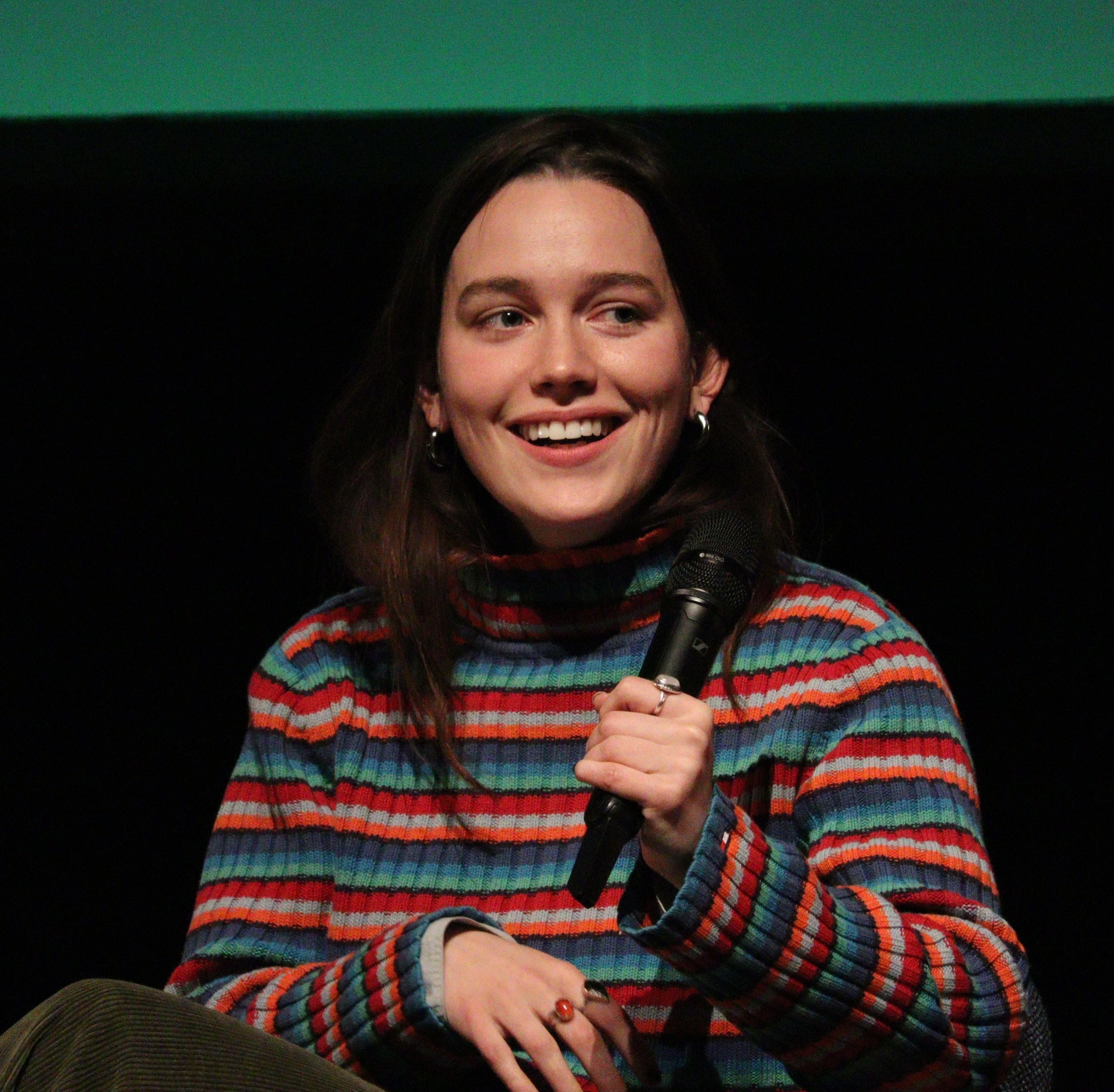
Victoria Pedretti (2025)

Victoria Pedretti (* 23. März 1995 in Philadelphia, Pennsylvania) ist eine US-amerikanische Schauspielerin. Bekanntheit erlangte sie vor allem im Jahre 2018 durch ihre Rolle der Eleanor „Nell“ Crain in der Netflix-Serie Spuk in Hill House.

## Leben und Karriere
Victoria Pedretti wurde im Jahre 1995 im US-Bundesstaat Pennsylvania geboren und besuchte in diesem die Pennsbury High School in Fairless Hills, im Grenzgebiet zu New Jersey. Durch ihren im Theaterbereich aktiven Vater Mike wurde sie noch in jungen Jahren zur Schauspielerin ausgebildet und war als solche auch während ihrer gesamten Schulzeit aktiv. Später begann sie ein Schauspielstudium an der Carnegie Mellon School of Drama, die wiederum zur Carnegie Mellon University in Pittsburgh gehört. Dieses Studium schloss sie im Jahre 2017 mit einem Bachelors of Fine Arts in Acting ab. Nachdem sie bereits in den Jahren davor zu Auftritten in Kurzfilmen, darunter Sole oder Uncovering Eden im Jahre 2014, kam, wurde im September 2017 bekanntgegeben, dass sie in die Besetzung der geplanten Netflix-Serie Spuk in Hill House geholt wurde. In der Serie spielt sie in zehn Episoden den Charakter Eleanor „Nell“ Crain, zusammen mit ihrem Zwillingsbruder Luke das jüngste Mitglied der Familie Crain. Im Jahre 2019 war sie als Leslie Van Houten, genannt Lulu, in Quentin Tarantinos Once Upon a Time in Hollywood zu sehen. Außerdem spielte sie in allen zehn Episoden der zweiten und dritten Staffel der Lifetime- bzw. Netflix-Serie You – Du wirst mich lieben in den Jahren 2019 und 2021 die weibliche Hauptrolle der Love Quinn.
Im Februar 2019 wurde von Netflix eine Fortsetzung von Spuk in Hill House bestätigt. Die zweite Staffel basiert lose auf dem Buch The Turn of the Screw von Henry James. In ihr spielte Pedretti diesmal den Charakter Danielle (Dani) Clayton. Spuk in Bly Manor wurde am 9. Oktober 2020 auf Netflix veröffentlicht.

## Synchronisation
In Spuk in Hill House wurde sie von Daniela Molina, in Spuk in Bly Manor von Patrizia Carlucci und in You von Josephine Schmidt synchronisiert.

## Filmografie (Auswahl)
- 2014: Sole (Kurzfilm)
- 2014: Uncovering Eden (Kurzfilm)
- 2018: Spuk in Hill House (The Haunting of Hill House, Fernsehserie, 10 Episoden)
- 2019: Once Upon a Time in Hollywood
- 2019–2021: You – Du wirst mich lieben (You, Fernsehserie, 20 Episoden in Staffel 2 und 3, 4.09)
- 2020: Unglaubliche Geschichten (Amazing Stories, Fernsehserie, Episode 01 The Cellar)
- 2020: Shirley
- 2020: Spuk in Bly Manor (The Haunting of Bly Manor, Fernsehserie, 9 Episoden)
- 2023: Origin
- 2024: Ponyboi